# Resolució 1954 del Consell de Seguretat de les Nacions Unides
La Resolució 1954 del Consell de Seguretat de les Nacions Unides fou adoptada per unanimitat el 14 de desembre de 2010. Després de recordar les resolucions 827 (1993), 1581 (2005), 1597 (2005),  1660 (2006), 1613 (2005), 1629 (2005) 1837 (2008), 1849 (2008), 1877 (2009) 1900 (2009) i 1931 (2010), el Consell va permetre que dos jutges servissin més enllà del seu mandat amb la finalitat de completar el treball sobre casos en què van participar en el Tribunal Penal Internacional per a l'antiga Iugoslàvia (ICTY).

## Resolució

### Observacions
El Consell de Seguretat va recordar les resolucions 1503 (2003) i 1534 (2004) en les que va demanar que es completessin tots els casos del TPIAI el 2010. Va assenyalar que, no obstant això, el TPIAI no va poder completar el seu treball fins al 2010 i va expressar la seva preocupació per la pèrdua de personal experimentat al tribunal.

### Actes
Actuant sota el Capítol VII de la Carta de les Nacions Unides, el Consell va ampliar els termes dels jutges Kevin Parker i Uldis Kinis per tal de completar els casos Đorđević i Gotovina et al. per febrer i març de 2011, respectivament. També va reiterar la importància de disposar de personal adequat al TPIYAI per completar el seu treball al més aviat possible, demanant a la Secretaria de les Nacions Unides i altres òrgans de les Nacions Unides que s'ocupessin del tema.